# دهشة
الدهشة أو المفاجأة شعور يتجلى في الإنسان عند حدوث أمر لم يكن يصدق أنه سيحدث معه في يوم من الأيام أو في حياته على سبيل المثال النجاح في دراسته رؤية شخص عزيز عليه أو موت شخص عزيز عليه أو رؤيته لشئ يعتبره هو ما وراء الطبيعة كالجن أو السحر أو حتى الألعاب السحرية التي تقدم في العروض أو المهرجانات. ورؤيته ومعايشته لمثل هذه الأشياء لايعني أنه لايصدقها لكن لم يصدق أنها ستحدث معه هو أو في تلك اللحظة.

## لغة الجسد
تصاحب الدهشة حركات لا إرادية في حركات جسد المندهش منها الآتي:
- ارتفاع الحواجب لتصبح مقوسة وعالية
- التجاعيد الأفقية في الجبهة
- فتح الفم
- وفي العموم المندهش قد لا يفتح فمه لكن رفع الحاجبين لأعلى هي الحركة الأكثر دلالة على الاندهاش